# محوطه ینج برار
محوطه ینج برار در شهرستان آبدانان، ۵ کیلومتری شمال مورموری واقع شده و این اثر در تاریخ ۹ اردیبهشت ۱۳۸۲ با شمارهٔ ثبت ۸۴۴۸ به‌عنوان یکی از آثار ملی ایران به ثبت رسیده است.